# Héctor Maseda Gutiérrez
Héctor Fernando Maseda Gutiérrez là kỹ sư, nhà báo, nhà bất đồng chính kiến người Cuba.

## Tiểu sử
Maseda Gutiérrez tốt nghiệp ở Đại học La Habana năm 1974. Ông đã xuất bản các bài báo khoa học và là một trong những người sáng lập ra "Hiệp hội Vật lý hạt nhân Cuba". Ông làm việc trong một cơ quan nhà nước, nhưng bị sa thải vào cuối thập niên 1980 vì bị cho là sai lầm về hệ tư tưởng.
Ông bắt đầu làm nhà báo tự do năm 1995 và sau đó cùng với người bạn Manuel Vázquez Portal của mình, thành lập hãng thông tấn độc lập "Grupo de trabajo Decoro" cung cấp tin tức trong nước cho giới truyền thông nước ngoài.
Ông cũng đã viết cho tổ chức Phóng viên không biên giới  và các tờ báo nước ngoài như Le Monde, El Nuevo Herald và New York Times vv...
Ông đã nghiên cứu  các vấn đề xã hội của Cuba và viết các  bài về sự tàn bạo cùng những vi phạm nhân quyền trong các nhà tù, được công bố ngay trước khi ông bị giam.
Năm 2003, chế độ Fidel Castro đã bắt ông trong vụ Mùa xuân đen và xử phạt ông 20 năm tù.
Trong nhà tù, Héctor Maseda Gutiérrez đã viết được quyển hồi ký Enterrados Vivos (Bị chôn sống), được đưa lén ra ngoài mỗi lần một trang. Vợ ông đã gửi một bản hồi ký này cho Fidel Castro.

## Gia đình
Héctor Maseda Gutiérrez kết hôn với Laura Pollán. Pollán Toledo là thành viên trong phong trào Các bà mặc y phục trắng. Bà là giáo viên dạy môn văn học ở trường trung học công lập, nhưng bị mất việc năm 2003.

## Giải thưởng
Ông đã được Ủy ban bảo vệ các nhà báo trao Giải Tự do Báo chí Quốc tế năm 2008.
"Cuối cùng, tôi tin tưởng sự chứng nhận (giải thưởng) này có thể được coi như một tiếng nói bền bỉ thay cho những người bị nỗi khiếp sợ tiêu biểu cho các mô hình cai trị chuyên quyền của chính thể đầu sỏ. Công trình này sẽ du hành - giống như một kỵ sĩ trang bị bằng thanh gươm cưỡi ngựa phóng nước đại, được củng cố bằng đạo đức hoặc được chân lý chúc phúc - khắp nơi trên hành tinh mà nó có thể tới thăm và nó sẽ tác động như một thông điệp chung thách thức những kẻ kiểm soát nhân dân và đất nước ở bất cứ nơi nào trên thế giới". Héctor Maseda Gutiérrez trong lá thư nhận giải thưởng, gửi từ nhà tù an toàn tối đa Aguïca.

## Tác phẩm
- "Orígenes del Rito Escocés. Antiguo y Aceptado".
- "La religión y la masonería".
- "El hombre, motor impulsor de la historia y del desarrollo de la sociedad".
- "San Juan Bautista" "Origen de las columnas". "La espiritualidad en el V.H. José Julián Martí Pérez".
- "La Antigua y Mística Orden Rosa Cruz" (AMORC) Đồng tác giả: Eduardo Estrada.

¿Qué son los landmarks o antiguos límites? ¿Qué es su inviolabilidad?